# Râul Ierul Rece
Râul Ierul Rece este un curs de apă, afluent al râului Ierul Morii. 

## Hărți
- Harta județului Satu Mare